# Смерть серця
«Смерть серця» (англ. The Death of the Heart) — роман англо-ірландської письменниці Елізабет Бовен, опублікований 1938 року, який приніс авторці визнання та популярність.
Історія про осиротілу шістнадцятирічну Порцію, яку, після смерті батьків, зведений брат (Томас) та його дружина (Анна) неохоче беруть у свій розкішний, але емоційно безплідний лондонський будинок. Порція, що почувається зайвою у світі Квейнів, знаходить розраду в односторонній любові до Едді, протеже Анни. Її невинність і наївність кидають виклик як Квейнам, так і їхнім друзям, які вважають прагнення говорити правду та щиро виявляти почуття загрозою підвалинам дорослого життя, де емоції пригнічені товстим шаром законів соціуму. Це твір про невинність, дорослішання та втрачені ілюзії юного серця.
Бовен показує сегмент англійського суспільства між Першою та Другою світовими війнами, майже повністю позбавлений співчуття та людського розуміння. За словами письменниці, це «роман, який відбиває час, довоєнний період з його високою напруженістю, тривогою і величезним акцентом на індивідуалізм».

## Сюжет
Порції 16 років. Її мати вмирає від раку, і тепер вона змушена переїхати в будинок свого старшого, емоційно віддаленого зведеного брата та його чарівної, але холодної дружини Анни. Порція, яка з'явилась унаслідок випадкового роману батька, якого надалі змусять одружитися з коханкою (Ірен), проводить дитинство, переміщаючись з одного курортного готелю в інший, так і не відчувши справжнього слова «дім». Після смерті матері, невинна серцем, вона вирушає до Лондона жити з Томасом і Анною. Ті не мають дітей, вирішивши облишити думки про потомство після двох невдалих спроб. Давно віддалившись одне від одного і охоловши в почуттях, вони приховують свої емоції за усталеним способом життя у вигляді читання газет, безглуздих розмов і чаювання. Квейни гадки не мають, що робити з Порцією. Їх нервує її незручність, невігластво в поведінці у вищому товаристві, вічні емоційні зриви. Дівчині важко дається життя в будинку, атмосфера тут тисне і заганяє у рамки квітучих почуттів. Анна не любить Порцію, говорячи про неї як про зловісну присутність, що завжди спостерігає з тіні. Томас намагається знайти контакт і бути добрим із сестрою, але постійне нагадування про ганьбу батька в особі дівчини, відштовхує його від Порції і обриває зв'язок. Доморобітниця сім'ї Матчетт — єдина в цьому будинку, хто приймає її.
Порція, куди б не пішла, почувається чужинкою. Намагаючись проаналізувати та знайти ключ до розуміння інших людей, вона уважно спостерігає за мешканцями будинку та записує у щоденник думки про них, а також про цікаві події свого життя. Багато нотаток присвячені її невістці Анні, яка пізніше виявляє записи та читає. Засмучена відвертими спостереженнями дівчини, вона розповідає про них своєму другові Сент-Квентіну, не відчуваючи ні жалю, ні стурбованості через вторгнення в чужі думки і почуття.
Порція шукає теплоти в особі іншої людини, голодуючи за прихильністю і потребуючи близьких стосунків. Дівчина закохується в Едді, протеже Анни та працівника на фірмі Томаса. Безпорадний і егоцентричний, він вважає потяг Порції до своєї персони кумедною грою. Створюючи та приймаючи власні правила гри, Едді втягує в неї дівчину. Порція, незаймана почуттями, вірить коханому, впевнена у взаємності.
У середині роману Анна і Томас їдуть у відпустку до Італії та на час поїздки відправляють Порцію жити до колишньої гувернантки Анни, місіс Геккомб. Життя у Вайкікі сповнене подій, час на березі моря минає зовсім з іншою швидкістю та насиченістю. Вона ходить з місіс Геккомб на закупи в магазини, до церкви, танцювати з її двома дітьми, Дікі та Дафною. Молоді люди знайомлять Порцію зі своїми друзями, яких вона однаково інтригує, але й дратує юною невинністю та відсутністю такту, висловлюючи все, що думає. Порція вирішує запросити в гості Едді, який, прибувши, шокує дівчину, почавши загравати з Дафні. Розчарована, вона повертається до Лондона та виявляє подальші зради.
Кульмінація роману настає, коли Сент-Квентін обмовляється Порції про те, що Ганна читає її щоденник. Розбита, вона намагається знайти емоційний притулок у Едді, який відкидає дівчину і не сприймає її кохання. Порція вирушає в готель до майора Брутта, знайомого Анни, просить його втекти разом і одружитися з нею. Приголомшений і стурбований станом дівчини, майор Брутт вирішує зателефонувати Квейнам і повідомити, де перебуває Порція. Томас та Анна посилають Матчетт у готель забрати дівчину. Роман закінчується монологом покоївки в таксі.

## Головні герої
- Порція Квейн
- Анна Квейн
- Томас Квейн
- Едді
- Сент-Квентін
- Місіс Геккомб
- Дафні Геккомб
- Дікі Геккомб
- Матчетт

## Структура роману
Роман поділено на три частини однакової довжини, кожну з яких поділено на глави. Дії відбуваються протягом трьох розділених сезонів: у першій частині — в Лондоні взимку; у другій Порція переїжджає до Вайкікі на весну; і в третій вона повертається до Лондона з наближенням літа.
Три частини книги під назвою «Світ», «Плоть» і «Диявол», як посилання на тріаду основних джерел спокус, із якими християнин повинен боротися, щоб залишатися доброчесним. Фактично, ці три речі з'являються в англіканській книзі громадського богослужіння, «Книга спільних молитов». «Від усіх спокус світу, плоті та диявола, Господи, борони нас».
Світ означає те, що не пов'язане з релігією; Плоть — гонитву за чуттєвими задоволеннями; Диявол уособлює спокуси зла, такі як злодійство та брехня.
У трьох частинах роману Порція зазнає досвіду, пов'язаного з цими трьома назвами. У «Світі» вона вперше приїжджає до Лондона, нового та дивного для неї світу. У «Плоті» вона цілує Едді та стає свідком того, як він тримається за руки з Дафні у кінотеатрі. У «Дияволі» розкривається ще один обман, коли героїні стає відомо, що Ганна читає її щоденник і ділиться його змістом з іншими.

## Критика
Здебільшого критики відреагували на роман «Смерть серця» двома способами. Одні обговорювали наслідки дитячого досвіду авторки, позбавленої в ранньому віці матері; інші вивчали конфлікт між невинністю та реальністю, що пронизує всю книгу. Бовен росла в привілейованій англо-ірландській сім'ї в Ірландії, вона не була англійкою, але її коріння ізолювало письменницю від країни проживання.
Предки Елізабет Бовен — валлійці з прізвищем апОвен, найпевніш, перебралися до Ірландії разом з англійськими завойовниками в XVII столітті. Припливли й залишилися англійцями серед ірландців, різко підкреслюючи свою належність до протестантської культури. Ця двоїстість, яку виплекав у собі рід апОвенів і надалі — Бовенів, тільки посилилася, коли 1765 року один із Бовенів одружився з багатою спадкоємицею з такої ж підкреслено англо-ірландської родини Ковлів.
Оригінальний текст (рос.)
Предки Элизабет Боуэн — валлийцы с фамилией апОуэн, скорее всего, перебрались в Ирландию вместе с английскими завоевателями в XVII веке. Приплыли — и остались англичанами среди ирландцев, резко подчеркивая свою принадлежность к протестантской культуре. Эта двойственность, которую выпестовал в себе род апОуэнов и в дальнейшем — Боуэнов, только усилилась, когда в 1765 году один из Боуэнов женился на богатой наследнице из такой же подчеркнуто англо-ирландской семьи Коулов.
— А. Завозова. «Смерть сердца», передмова перекладача.
Як зазначає Річард Тілінґгаст у «Будинку, готелі та дитині», «англо-ірландці завжди були, починаючи від шістнадцятого століття, певною мірою безрідними та невпевненими в країні, якою вони керували». Ця напруженість пов'язана з тим, що протестантський панівний клас мав землю, захоплену силою в ірландського католицького населення їхніми предками. На його думку, це почуття занепокоєння поширюється на персонажів Бовена. «Виснаження та нездужання, які відчуває кожен серед персонажів Бовена, історично виникають через зростання ізоляції англо-ірландців». Родичі Бовена — незнайомці в країні, де на початку ХХ століття все більше уваги приділяється боротьбі за національну незалежність Ірландії від Британії.
Бовен зображує Порцію молодою дівчиною без країни, вигнаної з Англії не з її вини, що мандрує всією Європою як волоцюга. Порція прибуває до Лондона іноземкою з необхідністю уважно стежити за поведінкою людей, що її оточують. Тілінґгаст зазначає: «Аутсайдерський погляд на життя, що з холодними очима, без ілюзій споглядає реальність — робить Порцію ізгоєм у затишному колі цивілізованого взаємного пристосування, звичного Анні та Томасу, перетворюючи їх відвідувача на небезпечну для них присутність».
Крім того, Бовен втратила свого батька через психічне захворювання, коли їй було близько шести років, а мати через рак, коли їй було тринадцять. Далі її виховували родичі, а домівкою стала низка вілл на англійському узбережжі. Зі слів М. Генн, «Бовен вірила, що вигадка корениться в життєвому досвіді автора, але водночас вона відкидала відвертий автобіографічний чи конфесійний імпульс у творчості».
Понад те, критики помітили, що у всій творчості Е. Бовен, зокрема в романі «Смерть серця», простежується тема маленької дівчинки, яка залишилася без матері і потребує підтримки дорослих. Едвін Дж. Кенні-молодший зазначає в книзі Елізабет Бовен, що письменниця досліджувала власний досвід через написання трьох творів, які включали «втрачену дитину, що шукає свою ідентичність заради виживання».
Критики також відзначили намагання Бовена зрозуміти зв'язок між невинністю та досвідом. Кенні стверджує, що її інтерес до ролі невинності ясно простежується в повторюваній темі «первинної потреби людини в ілюзії» і можливої її «втрати, через набуття знань і початку самостійності».

Історія Порції в «Смерті серця» — це спроба зрозуміти, хто і що вона, надбання та порятунок від ілюзій, таких як взаємне кохання з Едді, і перехід від одного етапу її життя до іншого.

Смерть серця не лише нищівне зображення загибелі невинності, але й сигнал про втрачені ілюзії сучасного світу, в якому невинність має бути стерта, а ми — йти на компроміс.
— Р. Рубенс. «Сучасний огляд»
Редакція «Сучасної бібліотеки» та Time включили «Смерть серця» до сотні найкращих англійських книг XX століття.

## Екранізація
1986 року за романом зняли серіал, у якому знімалися Патриція Годж та Міранда Річардсон.